# هيلاري مانتل
هيلاري مانتل (بالإنجليزية: Hilary Mantel)‏ كاتبة بريطانية ولدت عام 1952 وبدأت الكتابة عام 1985، حصلت على جائزة بوكر الأدبية عام 2009 على روايتها «قصر الذئاب»، وعام 2012 على رواية «أخرجوا الجثث»، وكلتا الروايتين تتناولان حياة توماس كرومويل أحد مستشاري الملك الإنجليزي هنري الثامن. وهي أول امرأة تحصل على جائزة مان بوكر مرتين.

## روابط خارجية
- هيلاري مانتل على موقع IMDb (الإنجليزية)
- هيلاري مانتل على موقع الموسوعة البريطانية (الإنجليزية)
- هيلاري مانتل على موقع روتن توميتوز (الإنجليزية)
- هيلاري مانتل على موقع مونزينجر (الألمانية)
- هيلاري مانتل على موقع ميوزك برينز (الإنجليزية)
- هيلاري مانتل على موقع قاعدة بيانات برودواي على الإنترنت (الإنجليزية)
- هيلاري مانتل على موقع قاعدة بيانات الفيلم (الإنجليزية)